# Vie littéraire à Paris
Pour les articles homonymes, voir Vie littéraire.
 (février 2008).
Si vous disposez d'ouvrages ou d'articles de référence ou si vous connaissez des sites web de qualité traitant du thème abordé ici, merci de compléter l'article en donnant les références utiles à sa vérifiabilité et en les liant à la section « Notes et références ».
Si le rayonnement intellectuel de Paris commence avec l'Université au XIIe siècle, son prestige culturel et littéraire prend son essor durant le siècle des Lumières[réf. nécessaire].

## Histoire

### Moyen Âge
L'Université de Paris, la seule de la France du nord jusqu'en 1306, devient un centre intellectuel au cours des XIIe et XIIIe siècles. L'adoption du dialecte parisien par la Cour affirme cette vocation.

### XVIesiècle
Centre de l'humanisme au XVIe siècle la capitale devient, avec la centralisation, le centre de plus en plus prépondérant de la vie culturelle française. Richelieu fonde l'Académie française en 1635. Vers le milieu du XVIIe siècle, Paris et ses salons sont devenus le centre presque unique de la littérature française. 

### XVIIesiècle
Le règne de Louis XIV est une période féconde pour les écrivains, protégés par le roi. Dans le dernier tiers du siècle, l'attrait de la cour de Versailles, toute proche, estompe l'activité des salons littéraires. Toutefois, la vie intellectuelle parisienne reste active (création de la Comédie-Française en 1680). 

### XVIIIesiècle
Durant le XVIIIe siècle, le centre culturel redevient Paris. Sous les règnes de Louis XV et Louis XVI, qui s'intéressent peu aux lettres, les salons parisiens connaissent leur plus bel essor : le salon de Madame de Lambert accueille Montesquieu et Marivaux, que l'on retrouve également au salon de Madame Tenan avec Fontenelle et l'Abbé Prévost. Voltaire, au ton léger et ironique, est l'écrivain parisien par excellence ; a contrario Jean-Jacques Rousseau fuit cette ville « de bruit, de fumée et de boue » et se réfugie à Montmorency à quatre lieues de là avant de s'y réinstaller en 1770.
L'ouvrage "Le ventre de Paris" d'Emile Zola, retrace la vie à cette époque.

### XIXesiècle
Au XIXe siècle, la Révolution a laissé son empreinte et la littérature se démocratise aussi bien dans ses thèmes que dans son lectorat. La littérature se fait l'écho des grands mouvements politiques et sociaux du siècle.

### 1914-1940
Au XXe siècle, Montparnasse voit le séjour de Max Jacob et de Léon-Paul Fargue, qui y traîne sa mélancolie. Le Palais-Royal accueille Jean Cocteau et Colette, le passage Choiseul voit Céline enfant qui plus tard le décrit dans Mort à crédit, tandis que Montmartre est le cadre de roman de Marcel Aymé qui y réside. 
Dans les années 1920, beaucoup d'écrivains étrangers viennent découvrir Paris et s'en inspirent dans leur œuvre : Ernest Hemingway,Henry Miller, Anaïs Nin... et d’autres viennent y chercher l’espoir : D.H. Lawrence, James Joyce...

### Depuis 1945
Après la Seconde Guerre mondiale, Saint-Germain-des-Prés devient un foyer littéraire de premier plan, avec la présence de Jean-Paul Sartre, Simone de Beauvoir, Boris Vian ou encore Jacques Prévert.

## Les lieux
Les lieux littéraires ont varié selon les époques, du Quartier Latin autour de l'Université, qui accueille toujours l'essentiel des maisons d'édition, aux salons littéraires du Marais au XVIIIe siècle à Montparnasse au XIXe siècle et au début du XXe (la Closerie des Lilas). 
Aujourd'hui presque chaque quartier de Paris possède sa plaque rappelant le séjour d'un écrivain.